# Antachara thomasi
Antachara thomasi là một loài bướm đêm trong họ Noctuidae.